# Réserve naturelle d'Orenbourg
La réserve naturelle d'Orenbourg (en russe : Оренбургский заповедник) est une réserve naturelle d'État située dans l'oblast d'Orenbourg en Russie. Elle s'étend sur 21 653 hectares.

## Historique
L'idée de fonder ici une réserve naturelle est apparue au début du XXe siècle. En 1975, une expédition de l'institut d'étude et de recherche de préservation de la nature de Russie découvre une parcelle de steppe primaire dans la partie sud-est du raïon de Kouvandyk. La réserve d'Orenbourg est donc instituée le 12 mai 1989, afin de préserver et de restaurer un environnement unique de steppe de la région.

## Territoire
La réserve est constituée de quatre zones isolées les unes des autres se trouvant dans quatre raïons (districts) de l'oblast d'Orenbourg: la steppe de Talov (3 200 hectares) dans le raïon de Pervomaïski; la steppe de Bourtine (4 500 hectares) dans le raïon de Bielaïevka; la steppe d'Aïtouar (6 753 hectares) dans le raïon de Kouvandyk et la steppe d'Achtchissaï (7 200 hectares) dans le raïon de Svetli. Leur superficie totale est de 21 653 hectares.
On trouve un grand nombre de vestiges archéologiques dans la réserve dont des kourgans remontant à la culture des Sarmates entre le VIIe siècle et le IIIe siècle av. J.-C.

## Climat
La réserve d'orenbourg est caractérisée par un climat continental sec. La température moyenne annuelle est de 2,5 °C. La période sans gel est de 130 jours. Les précipitations annuelles vont de 250 à 390 mm.

## Flore et faune
On trouve ici 14 espèces de champignons; 150 espèces de lichens; 8 espèces de mousses; 7 espèces de fougères et une espèce de gymnosperme. Il y a en tout près de 1 350 sortes de plantes.
La faune quant à elle est représentée par 48 espèces de mammifères; 193 espèces d'oiseaux; 7 espèces de poissons; 6 espèces d'amphibiens; 8 espèces de reptiles. Il y a également 184 sortes d'araignées et 31 d'acariens. Parmi les insectes, on trouve 526 sortes de coléoptères; 156 d'hyménoptères; 121 de lépidoptères et 121 d'hémiptères ainsi que 104 d'homoptères.
Les espèces suivantes de la flore sont inscrites au livre rouge de Russie des espèces menacées:
Centaurea taliewii, Delphinium uralense, Lepidium meyeri, Stipa zalesskii, Stipa pulcherrima, Stipa dasyphylla, Stipa pennata, Hedysarum grandiflorum, Hedysarum razoumovianum, Matthiola fragrans, Medicago cancellata, Dactylorhiza baltica, Artemisia salsoloides, Anthemis trotzkiana, Eriosynaphe longifolia, Fritillaria ruthenica, Glycyrrhiza korshinskyi, Koeleria sclerophylla, Tulipa schrenckii, Lathyrus litvinovii et Orchis militaris.
Chez les insectes, ce sont les espèces suivantes : Anax imperator, Bombus fragrans, Bombus paradoxus, Euidosomus acuminatus, Parnassius mnemosyne et Saga pedo.

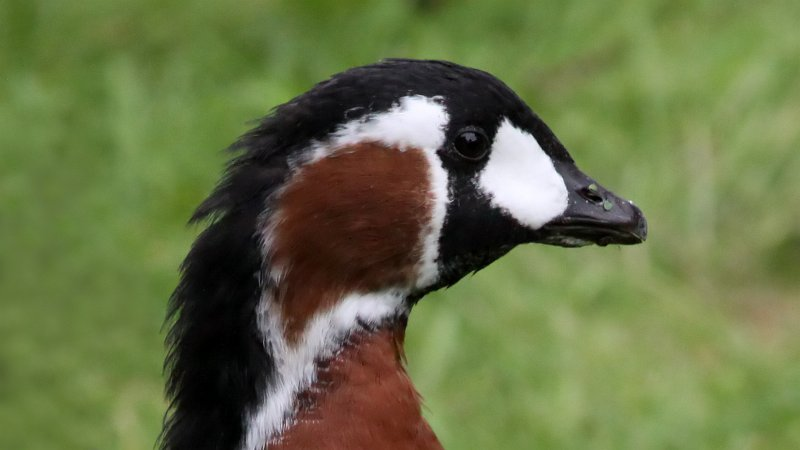
Tête de bernache à cou roux (Brenta ruficolis) que l'on trouve dans la réserve

La liste des oiseaux en danger inscrits au livre rouge est importante. On y trouve: Burhinus oedicnemus, Falco cherrug, Aythya nyroca, Aquila chrysaetos, Numenius arquata, Aquila clanga, Otis tarda, Accipiter brevipes, Anthropoides virgo, Rufibrenta ruficollis, Chettusia gregaria, Pelecanus crispus, Haematopus ostralegus, Buteo rufinus, Sterna albifrons, Aquila heliaca, Phoenicopterus roseus, Anser erythropus, Falco peregrinus, Falco naumanni, Glareola nordmanni, Circus macrourus, Aquila rapax, Tetrax tetrax, Bubo bubo, Himantopus himantopus et Recurvirostra avosetta.
Enfin chez les mammifères, le castor figure dans cette liste.

## Source
- (ru) Cet article est partiellement ou en totalité issu de l’article de Wikipédia en russe intitulé « Оренбургский заповедник » (voir la liste des auteurs).